# Valentin Horn
Valentin Horn (* 2. April 1901 in Steinbach, Kreis Limburg; † 20. Februar 1992 in Gießen) war ein deutscher Veterinärmediziner, Agrarwissenschaftler und Hochschullehrer für Veterinär-Physiologie.

## Leben

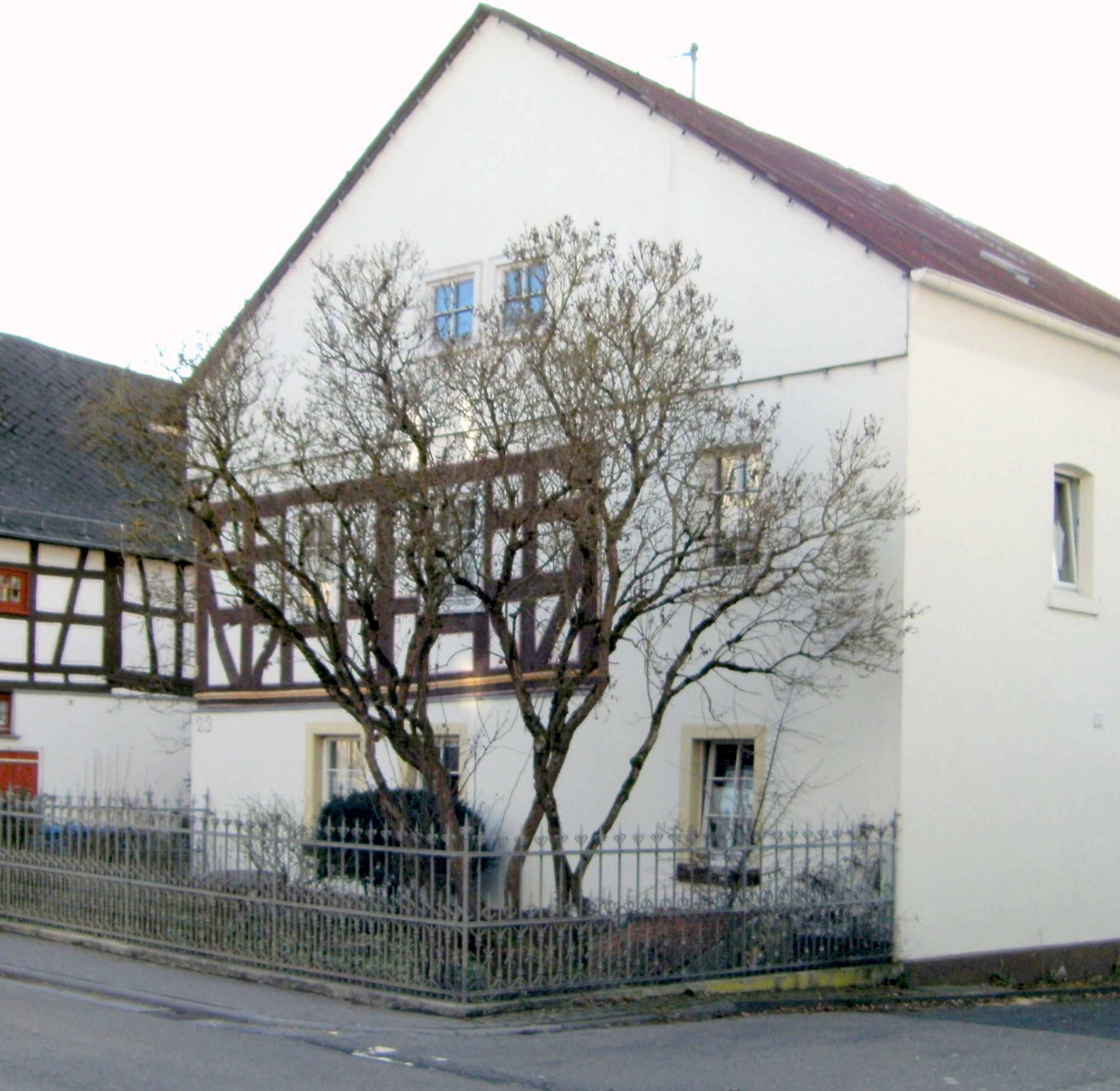
Elternhaus von Valentin Horn in Hadamar-Steinbach

Das Elternhaus von Valentin Horn ist das Wohnhaus mit der Hausnummer 23 an der Steinbacher Langstraße, das zu den historischen Gebäuden Steinbachs zählt.
Nach dem Studium der Landwirtschaft an der Universität Göttingen und der Gießener Ludwigs-Universität war Valentin Horn einige Jahre Assistent am Gießener agrikulturchemischen Institut, wo er 1928 über Tierernährung zum Dr. phil. promovierte, weil die landwirtschaftlichen Institute damals noch zur Abteilung II der Philosophischen Fakultät gehörten. Daneben studierte Horn Tiermedizin. 1935 habilitierte er sich bei dem Agrikulturchemiker Wilhelm Kleberger. Von 1936 bis 1940 war Horn ordentlicher Professor für Agrikulturchemie und Veterinär-Physiologie an der Landwirtschaftlichen Hochschule Ankara (YZE) und lehrte dort Tierernährung. Den Grund für den Wechsel nach Ankara vermutet Helmut Heiber darin, dass der Gießener Geologe und NS-Dozentenbundführer Karl Hummel Horns Berufung auf einen Lehrstuhl in Gießen aus ideologischen Motiven verhinderte. In Ankara fanden sich zu dieser Zeit etliche deutsche Exil-Wissenschaftler ein. Ab 1940 leitete Horn das Institut für Tierernährung an der landwirtschaftlichen Forschungsanstalt des polnischen Generalgouvernements in Puławy an der Weichsel.
1948 übernahm er als Lehrbeauftragter den Lehrstuhl für Veterinär-Physiologie und Biochemie an der Veterinärmedizinischen Fakultät der Hochschule für Bodenkultur und Veterinärmedizin in Gießen. Dieses Institut ging auf ein Extraordinariat für Veterinär-Physiologie zurück, das bereits 1938 eingerichtet worden war. 1950 wurde daraus ein Ordinariat der Gießener Justus-Liebig-Hochschule – wie die Nachfolgerin der Ludwigs-Universität jetzt hieß. Im gleichen Jahr ließ sich Horn bei Karl Bürker für Veterinär-Physiologie und Tierernährungslehre umhabilitieren. Am 1. April 1951 wurde er Ordinarius für Veterinär-Physiologie; diese Stelle hatte er bis 1970 inne.
Horn war Gründer und erster Präsident der „Deutsch-Türkischen Gesellschaft“ in Gießen sowie Rektor der Justus-Liebig-Universität von 1953 bis 1955 (Nachfolger von Eduard von Boguslawski). Im Jahr 1955 wurde er zum Mitglied der Leopoldina gewählt. Er gehörte der katholischen Studentenverbindung W.K.St.V. Unitas-Cheruskia Gießen im Unitas-Verband an. Von 1955 bis 1967 war Horn Vorsitzender der Gießener Hochschulgesellschaft.

## Ehrungen
- 1961: Ehrendoktorat der Freien Universität Berlin[8]
- 1973: Verdienstkreuz 1. Klasse des Verdienstordens der Bundesrepublik Deutschland
- 1977: Ehrendoktorat des Fachbereichs Veterinärmedizin und Tierzucht der Justus-Liebig-Universität Gießen
- 1979: Ehrendoktorat der Universität Ankara

## Schriften
- Das Tier im Dienste und in der Welt des Menschen. Rede zur Rektoratsübergabe im Dezember 1953. In: Nachrichten der Gießener Hochschulgesellschaft 24 (1955), S. 100–121.[9]
- Wilhelm Kleberger (1878–1935) – Agrikulturchemiker. In: Gießener Gelehrte in der ersten Hälfte des 20. Jahrhunderts. Herausgegeben von Hans Georg Gundel, Peter Moraw und Volker Press. Teil 1 (Veröffentlichungen der Historischen Kommission für Hessen 35. Lebensbilder aus Hessen, Band 2). Kommissionsverlag N.G. Elwert Marburg 1982, S. 503–512 (mit Bild).
- Aus Vergangenheit und Gegenwart der Gießener Hochschulgesellschaft (= Berichte und Arbeiten aus der Universitätsbibliothek Gießen, Band 41), Gießen 1987. Digitalisat
- Das Pferd im alten Orient. Das Streitwagenpferd der Frühzeit in seiner Umwelt, im Training und im Vergleich zum neuzeitlichen Distanz-, Reit- und Fahrpferd. Olms-Presse, Hildesheim 1995. ISBN 978-3-487-08352-0.